# Долгая игра
«Долгая игра» (англ. The Long Game) — эпизод британского научно-фантастического телесериалa «Доктор Кто», впервые показанный 7 мая 2005 года. В этом эпизоде последний раз появляется Адам Митчелл в исполнении Бруно Лангли.

## Обзор
Доктор, Роза и Адам попадают в двухсоттысячный год на «Спутник 5», космическую станцию, вращающуюся вокруг Земли. Доктор чувствует, что деятельность на борту станции противоречит истории будущего. «Спутник 5» транслирует 600 каналов новостей, и все сотрудники мечтают попасть на 500-й этаж, на котором находится управляющий (Редактор). С 500-го этажа никто не возвращается.
Герои наблюдают за сеансом телевещания. Используется имплантат в центре лба, чтобы обработать в своём мозгу информацию и перенести её к другим журналистам, которые в свою очередь передадут её на нужные станции. В то время как Адам восхищается технологией, Доктор отмечает, что люди уже давно должны были превзойти её. Редактор узнаёт, что кто-то находится в зале вещания нелегально. Нарушительница «продвинута по службе» и должна отправиться на 500-й этаж. Этаж оказывается холодным и заполненным трупами местом.
Доктор выясняет, что человечество остановилось в развитии 91 год назад — с начала вещания «Спутника 5». Доктор взламывает компьютеры и отмечает, что излишки температуры с верхних этажей переходят на нижние уровни. Редактор следит за действиями Доктора и позволяет ему получить пароль доступа к 500-му этажу.
На 500-м этаже Доктор и Роза встречают Редактора и видят тела, используемые в качестве работников компьютерных систем. Редактор объясняет, что с помощью «Спутника 5» они превратили Империю в место, где людьми управляют новости; людей держат в постоянном страхе и отрезают от остального мира. Эти действия осуществляли консорциум банков и «Главный редактор» — Могущественный Джаграфесс Святого Хадроджасикового Максороденфо (или просто Макс) — гигантский слизень.
Слизень умирает, так как на 500-й этаж перестаёт поступать холод. За то, что Адам внедрил устройство передачи в мозг и пытался передать информацию из будущего в личных целях, Доктор выгоняет его из ТАРДИС.

## Дополнительная информация
- В серии в качестве особых гостей появляются Саймон Пегг и Тэмзин Грейг.
- Действие происходит в период Четвёртой Великой Человеческой Империи. Первая Земная Империя существовала с середины XXVI века до начала XXXI. Она показана в нескольких эпизодах с Третьим Доктором.
- На сайте «Кто такой Доктор Кто?» есть эссе от 14-летнего Адама Митчелла[1].
- Адам — первый спутник Доктора, выгнанный из ТАРДИС «за плохое поведение». Он был не первым напарником Доктора, пытавшимся изменить ход истории, но первым, кто хотел сделать это ради личной выгоды. Проблемы из-за изменений в истории подробно были показаны в эпизоде «День отца».
- Супертелефон Розы, который Доктор модифицировал так, чтобы она могла звонить в своё время (2005 год), достаточно интеллектуален, чтобы понять, кто по нему звонит, так как позволял Адаму звонить в 2012, не нуждаясь в временно́м коде.
- На борту «Спутника 5» продаются кронкбургеры. Кронкбургерами питались охранники альтернативной Римской Империи из комикса «Доктор Кто и железный легион».
- Один из телевизионных каналов называется «Злой Волк ТВ». На этом канале идёт передача, где говорится о беременности Лица Бо.

## Производство
В книге «The Shooting Scripts», Рассел Т. Дэвис утверждает, что первоначально он намеревался писать этот эпизод от лица Адама, описывая приключение, разворачивающиеся с его точки зрения. Доктора и Розу он должен был видеть загадочными и пугающими персонажами. Он даже дал эпизоду рабочее название «Адам».
Редактор говорит Розе и Доктору, что имя его шефа Могущественный Джаграфесс Святого Хадроджасиковского Максороденфа. Актёр Саймон Пегг признался, что выговорить это было очень трудно, поэтому во время объявления имени Джаграфесс издает громкий рёв.
В дополнительных материалах на DVD режиссёр Брайан Грант и актёр Бруно Лэнгли называют ещё одну причину поступка Адама. Очевидно в ранних версиях сценария отец Адама был неизлечимо болен, и молодой человек надеялся узнать что-нибудь про лечение этой болезни.
Лэнгли и Грант также говорят, что замороженная рвота, вытащенная Адамом изо рта в одной из сцен эпизода, состояла из киви и оранжевого кусочка льда.
Актёр озвучивания Николас Бриггс упоминает в DVD-комментарии для эпизода «Далек», что он сделал озвучку для Джаграфесса, однако она не использовалась, так как рёв Джаграфесса был очень похож на голос Сознания Нестин из эпизода «Роза».

## Внешние отсылки
На всех эмблемах новостных каналов, показанных в углах телевизионных экранов, изображён символ, состоящий из трёх концентрических кругов, разделённых шестью линиями. Возможно, это эмблема «Спутника 5». Многие символы на документах напоминают иврит.